# Serra Calderona
Serra Calderona este o arie protejată (sit de importanță comunitară — SCI) din Spania întinsă pe o suprafață de 17.781,51 ha, integral pe uscat.

## Localizare
Centrul sitului Serra Calderona este situat la coordonatele 39°44′14″N 0°26′28″W / 39.7372°N 0.4411°V.

## Înființare
Situl Serra Calderona a fost declarat sit de importanță comunitară în decembrie 1997 pentru a proteja 15 specii de animale.

## Biodiversitate
Situată în ecoregiunea mediteraneană, aria protejată conține 9 habitate naturale: Galerii de Salix alba și de Populus alba, Matorral arborescenți cu Juniperus spp., Izvoare petrifiante cu formare de travertin (Cratoneurion), Pante stâncoase calcaroase cu vegetație casmofită, Galerii și tufărișuri riverane sudice (Nerio-Tamaricetea și Securinegion tinctoriae), Pseudostepă cu ierburi și specii anuale de Thero-Brachypodietea, Păduri de Quercus suber, Păduri de Quercus ilex și Quercus rotundifolia, Tufărișuri termo-mediteraneene și de pre-deșert.
La baza desemnării sitului se află mai multe specii protejate:
- păsări (10): buha (Bubo bubo), caprimulg (Caprimulgus europaeus), șerpar (Circaetus gallicus), șoim călător (Falco peregrinus), Galerida theklae, Hieraaetus fasciatus, acvilă pitică (Hieraaetus pennatus), ciocârlie de pădure (Lullula arborea), Oenanthe leucura, silvie de tufiș (Sylvia undata)
- mamifere (5): liliac cu aripi lungi (Miniopterus schreibersii), liliac cu picioare lungi (Myotis capaccinii), liliac cărămiziu (Myotis emarginatus), liliacul mediteranean cu potcoavă (Rhinolophus euryale), liliacul mare cu potcoavă (Rhinolophus ferrumequinum)

Pe lângă speciile protejate, pe teritoriul sitului au mai fost identificate 4 specii de plante.